# Peter Bade
Peter Bade (* 3. Juni 1872 in Gremsmühlen; † 23. April 1956 in Malente-Gremsmühlen) war ein deutscher Arzt und Orthopäde. Er zählt zu den Pionieren der wissenschaftlichen Orthopädie.

## Leben
Peter Bade war der Sohn des Hoteliers Friedrich Bade (1831–1891) und dessen Ehefrau Anna, geborene Gradhandt, Tochter des Chirurgen Johann Gradhandt aus Rostock. Der aus einer in Isernhagen bei Hannover beheimateten Bauernfamilie stammende Vater kaufte 1870 einen Gasthof am Dieksee in Gremsmühlen und baute diesen zu einem florierenden Hotel aus. Peter Bade besuchte die Schule in Eutin und später das Katharineum zu Lübeck. Aufgrund seiner schwachen Konstitution wurde er 1892 nicht zum Militärdienst angenommen.

### Studium
Er studierte Medizin in Tübingen, München und Berlin. Er wurde in Berlin 1896 zum Dr. med. promoviert und bestand 1897 das Staatsexamen in München. Aufgrund einer Zeitungsnotiz bewarb er sich beim Norddeutschen Lloyd in Bremen als Schiffsarzt. Als solcher besuchte er Nordamerika und Asien, darunter die damalige deutsche Kolonie Qingdao. Später wurde Bade Assistent bei dem Chirurgen Max Schede in Bonn. Durch ihn lernte Bade die noch junge Röntgentechnik kennen. Aufgrund mangelnder Schutzmaßnahmen zog er sich bei den über viele Jahre durchgeführten Röntgenuntersuchungen Strahlenschäden zu, die ihn ab 1903 bis zu seinem Lebensende beeinträchtigten. Er ließ sich in Würzburg, der Wiege der Orthopädie, bei Albert Hoffa in diesem noch jungen medizinischen Fach ausbilden.

### Tätigkeit in Hannover
Im Jahr 1900 gründete er eine orthopädische Privatklinik in der Sedanstraße in Hannover. Ende 1901 übernahm er zusätzlich die ehrenamtliche fachärztliche Versorgung des Annastiftes, der damaligen Krüppel-Heil-Anstalt. Er gehörte 1901 zu den Gründungsmitgliedern der Deutschen Orthopädischen Gesellschaft, deren Präsident er zeitweise war und deren Geschichte er 1939 veröffentlichte. Während des Ersten Weltkriegs war er bis 1918 als Lazarettarzt tätig, wobei er für die Versorgung von 19 Lazaretten zuständig war. Bade wurde 1921 zum preußischen Landeskrüppelarzt ernannt. Die Arbeit im Annastift beendete er 1923 und widmete sich anschließend seiner Privatklinik und der Forschung. Nachdem Klinik und Wohnhaus in Hannover während des Zweiten Weltkriegs zerstört waren, siedelte Bade mit seiner Ehefrau im Herbst 1943 in seinen Geburtsort Malente-Gremsmühlen über. Dort starb er im April 1956.

### Familie
Bade heiratete im Juli 1900 Constanze, geborene Peipers, Tochter eines Ingenieurs aus Remscheid. Das Ehepaar hatte eine Tochter und lebte ab 1943 in Malente-Gremsmühlen in der Villa Bade. Eine Enkelin Bades bewohnte die Villa zuletzt. Der leerstehende Bau wurde im September 2017 abgerissen, an seiner Stelle sollen Sozialwohnungen entstehen.

## Ehrungen
Bade wurde mit dem preußischen Kronen-Orden IV. Klasse geehrt. Er war Ehrenmitglied der Französischen Orthopädischen Gesellschaft. Nach ihm wurde die Dr.-Peter-Bade-Promenade als Teil der Dieksee-Promenade in Malente-Gremsmühlen benannt.

## Schriften (Auswahl)
- Gummiknoten in der Lunge Erwachsener, Med. Dissertation, München, 1896.
- Die Entwicklung des menschlichen Skelets bis zur Geburt. Eine röntgenographische Studie. In: Archiv für mikroskopische Anatomie 1899, 55, S. 245–290.
- Die angeborene Hüftgelenksverrenkung. Enke, Stuttgart 1907.
- Deformität der unteren Extremität und Coxa vara und Coxa valga. In: Fritz Lange (Hrsg.): Lehrbuch der Orthopädie, 1913.
- Was muß die Fürsorgerin von der Krüppelfürsorge wissen?, 1922.
- Kurze Darstellung der Behandlungstechnik bei orthopädischen Krankheitsfällen, 1926.
- Die Geschichte der Deutschen Orthopädischen Gesellschaft, 1939.
- Der Hallux valgus, 1940.
- Erinnerungen eines alten Orthopäden, 1946.